# Liste der Botschafter der Vereinigten Staaten in Serbien
Die Liste der Botschafter der Vereinigten Staaten in Serbien bietet einen Überblick über die Leiter der US-amerikanischen diplomatischen Vertretung in Serbien seit der Aufnahme diplomatischer Beziehungen.

## Botschafter

### 1882 bis 1918
| Zeitraum      | Name                       | Bemerkung                                                                  |
| ------------- | -------------------------- | -------------------------------------------------------------------------- |
| 1882 bis 1884 | Eugene Schuyler            | mit Amtssitz in Athen                                                      |
| 1884 bis 1889 | Walker Fearn               | mit Amtssitz in Athen                                                      |
| 1889 bis 1892 | A. Loudon Snowden          | mit Amtssitz in Athen                                                      |
| 1893 bis 1897 | Eben Alexander             | mit Amtssitz in Athen                                                      |
| 1897 bis 1899 | William Woodville Rockhill | mit Amtssitz in Athen                                                      |
| 1899 bis 1901 | Arthur Sherburne Hardy     | mit Amtssitz in Athen                                                      |
| 1901 bis 1902 | Charles S. Francis         | mit Amtssitz in Athen; von 1906 bis 1910 war er Botschafter in Österreich  |
| 1902 bis 1905 | John B. Jackson            | mit Amtssitz in Athen                                                      |
| 1906 bis 1907 | John W. Riddle             | mit Amtssitz in Bukarest; von 1906 bis 1910 war er Botschafter in Russland |
| 1907 bis 1909 | Horace G. Knowles          | mit Amtssitz in Bukarest                                                   |
| 1910 bis 1911 | John R. Carter             | mit Amtssitz in Bukarest                                                   |
| 1911 bis 1912 | John B. Jackson            | mit Amtssitz in Bukarest                                                   |
| 1913 bis 1918 | Charles J. Vopicka         | mit Amtssitz in Bukarest                                                   |

### Seit 1992
| Zeitraum      | Name                    | Bemerkung |
| ------------- | ----------------------- | --------- |
| 1992 bis 1993 | Robert Rackmales        |           |
| 1993 bis 1996 | Rudolf V. Perina        |           |
| 1996          | Lawrence E. Butler      |           |
| 1996 bis 1999 | Richard Miles           |           |
| 2002 bis 2004 | William Dale Montgomery |           |
| 2004 bis 2006 | Michael C. Polt         |           |
| 2007 bis 2009 | Cameron Munter          |           |
| 2010 bis 2012 | Mary B. Warlick         |           |
| 2012 bis 2016 | Michael David Kirby     |           |
| 2016 bis 2019 | Kyle Randolph Scott     |           |
| 2019 bis 2022 | Anthony F. Godfrey      |           |
| seit 2022     | Christopher R. Hill     |           |